# Morina coulteriana
Morina coulteriana är en kaprifolväxtart som beskrevs av John Forbes Royle. Morina coulteriana ingår i släktet Morina och familjen kaprifolväxter. Inga underarter finns listade i Catalogue of Life.